# Караульная служба (кинология)

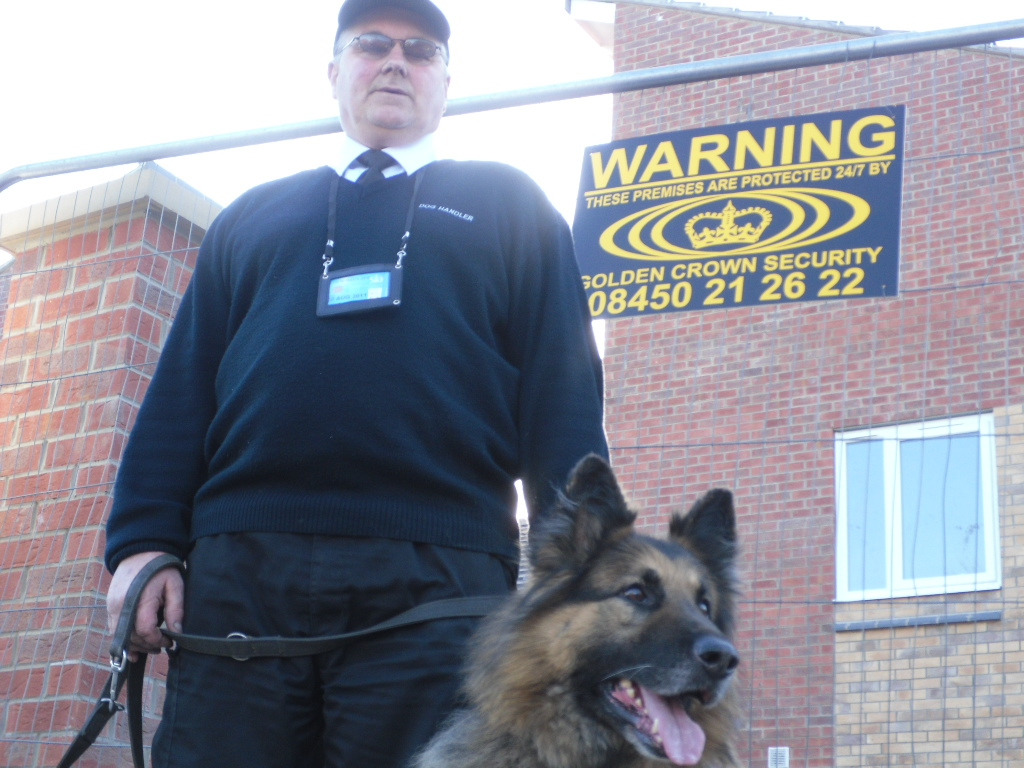
Охранник с собакой

Караульная служба в кинологии — один из видов дрессировки собак.

## Основные принципы
Караульная служба — вид прикладного использования дрессированных собак для охраны. При подготовке собаки к караульной службе кинолог формирует у нее навыки охраны проводника, вещей, территории, а также поиска, задержания и конвоирования нарушителя. Караульные собаки используются во многих ведомственных подразделениях России (МВД, ФСИН, полиция, пограничные войска и т.д.). Хорошо подготовленная караульная собака способна самостоятельно принимать решение в критической ситуации, оценивать степень опасности постороннего для проводника, а также эффективно обнаруживать нарушителя в различных внешних условиях, когда человек не справился бы с такой задачей (поиск нарушителя в темноте, патрулирование обширной территории, обнаружение нарушителя по запаховому следу).

## Выбор собак
Для караульной службы отбирают крупных, физически сильных и выносливых, недоверчивых к посторонним, злобных, с хорошим зрением и обонянием собак. Больше других для этой работы годятся овчарки (немецкие, южнорусские, кавказские, среднеазиатские, каталонские), черные терьеры,ротвейлеры, московские сторожевые. Для охраны сада и дома можно использовать и других собак, достаточно злобных и недоверчивых.

## Дрессировка
Подготовка караульной собаки заключается в развитии злобы и недоверия к чужим людям, послушания хозяину, вырабатываемое чётким выполнением приемов дисциплинирующего курса обучения. Также следует с раннего возраста вызывать недоверие к посторонним людям. Начинать дрессировку лучше с раннего возраста, во время игры или прогулок нужно вырабатывать у щенка смелость, знакомить его с окружающей обстановкой.
Первоначально занятия проводят днём, в присутствии дрессировщика, затем вечером, в сумерках, ночью, в различную погоду, в отсутствии дрессировщика, который выходит к собаке из укрытия лишь при сильном лае. Постепенно уменьшают разрыв от начала работы собаки до включения в работу помощника, изменяют характер его действий (если помощник всё время убегает от собаки, она привыкнет к этому). Действия собаки на блокпосту должны быть однозначными: облаивать и смело бросаться на задержание помощника при его попытке проникнуть через ограждение по доске, через подкоп или дыру в заборе. Чем больше будет ухищрений, тем лучше- собака научиться правильно работать в разных условиях.
Как только собака научится быть в течение длительного времени настороженной и громко облаивать посторонних, с ней начинают обыск местности. В зависимости от потребностей и специфики нужд охраны собаку можно обучить окарауливанию свободных объектов и проходов в здания или между ними.
Для поддержания постоянной «боевой готовности» собаки нужно систематически тренировать её.

## В культуре
- Верный Руслан